# San Sebastián (Comayagua)
San Sebastián è un comune dell'Honduras facente parte del dipartimento di Comayagua.
Il comune venne istituito nel 1859.